# Arthroleptella bicolor
Arthroleptella bicolor е вид жаба от семейство Pyxicephalidae. Видът не е застрашен от изчезване.

## Разпространение
Разпространен е в Южна Африка.